# Kōri Zokusei Danshi to Cool na Dōryō Joshi
Kōri Zokusei Danshi to Cool na Dōryō Joshi là một manga Nhật Bản của Tonogaya Miyuki được đăng mỗi kỳ trên trang web Gangan pixiv (Square Enix) từ 13 tháng 7, 2019. Nó mô tả câu chuyện hài lãng mạn xoay quanh một anh chàng là hậu duệ của nữ chúa tuyết và một cô gái loài người cùng những người đồng nghiệp khác của họ. Tính tới tháng 6, 2022 lũy kế số lượng phát hành đã đạt hơn 500.000 bản.

## Tổng quan

### Lịch sử
Vào tháng 8, 2018 tác giả Tonogaya Miyuki đã công bố tác phẩm này ở trên Twitter và nhận được sự yêu thích từ độc giả. Tháng 2, 2019 có thông báo tác phẩm này sẽ được đăng mỗi kì trong trang web Gangan pixiv và nó sẽ được xuất bản. Từ 13 tháng 7, 2019 bắt đầu đăng mỗi kì trong cùng trang web. Vào 22 tháng 7 cùng năm, tập đầu tiên đã được xuất bản.
Vào tháng 8, 2019 tác giả Tonogaya Miyuki đã giành được vị trí thứ 12 ở trong hạng mục web manga của "Tsugi ni kuru Manga Taishou năm 2019".
Vào tháng 6, 2022 công bố quyết định chuyển thể thành anime truyền hình. Bộ phim được phát sóng từ tháng 1 đến tháng 3, 2023.

### Phong cách
Konparu Tomoko là người phụ trách biên kịch series cho anime truyền hình đã nhận xét, tác phẩm này mô tả "nhẹ nhàng và dễ chịu" "cuộc sống thường ngày của những người quyến rũ có chút khác thường như Himuro, Fuyutsuki. Kanou Miyako đảm nhiệm phần thiết kế nhân vật đã nói "tác phẩm này rất thoải mái với thế giới quan làm sưởi ấm trái tim và sự cân bằng trong cách giao tiếp giữa 2 người có thể khiến bạn cười nhẹ khi xem nó".

## Giới thiệu
Có một nơi làm việc nơi tình yêu trong trắng thổi qua.
Himuro, hậu duệ của nữ chúa tuyết thời hiện đại và Fuyutsuki, một đồng nghiệp có chút độc đáo và tốt bụng.
Mối quan hệ giữa cả hai dần thay đổi thông qua công việc thường ngày và các sự kiện của công ty, họ bắt đầu dành thời gian cho nhau trong cuộc sống riêng tư nhưng cả hai đều vụng về trong chuyện tình cảm và không thể thu hẹp khoảng cách.
Một câu chuyện hài lãng mạn giả tưởng thuần túy ấm áp về hai con người có vẻ rất ngầu và những đồng nghiệp của họ bắt đầu.

## Nhân vật
Fuyutsuki (冬月さん)
Lồng tiếng bởi: Ishikawa Yui
Fuyutsuki là một người phụ nữ con người điềm tĩnh với phong thái khá im lặng và tốt bụng. Cô là đồng nghiệp với Himuro và dành cuộc sống hàng ngày của mình với anh trong văn phòng. Cô cũng là người luôn ở bên Himuro mỗi khi anh gặp phải rắc rối nào đó. Cô còn nuôi một bé mèo tên là Nyanmero - cô sử dụng tên và hình ảnh bé mèo làm ảnh đại diện Line cho mình. Cô là người duy nhất có thể giúp Himuro kiểm soát cảm xúc và xoa dịu năng lực hóa băng xung mình của anh.
Himuro (氷室くん)
Lồng tiếng bởi: Kobayashi Chiaki
Lồng tiếng bởi: Kubo Yurika (khi tan chảy)
Himuro là hậu duệ của yuki-onna (yêu quái nữ tuyết). Trong cuộc sống hàng ngày, anh dành nhiều thời gian để làm việc và giao tiếp với nữ đồng nghiệp Fuyutsuki. Là một hậu duệ của yokai, Himuro đóng băng mọi thứ xung quanh hoặc tạo bão tuyết khi anh cảm nhận được những cảm xúc nhất định như phấn khích, xúc động, không kiềm chế. Himuro là một người ấm áp và tốt bụng, anh thích hoa và mèo, nhưng không thể đến gần cả hai vì anh sợ sẽ đóng băng tổn thương đến chúng.
Komori (狐森さん)
Lồng tiếng bởi: Uchiyama Yumi
Komori là hậu duệ của một youko (tinh linh cáo Nhật Bản). Bất cứ khi nào cô hăng hái hay mất tập trung, đuôi và tai sẽ xuất hiện. Cô làm việc cùng văn phòng với Himuro và Fuyutsuki và thường trêu chọc họ vì hành động giống như một cặp đôi khi họ thậm chí không nhận ra điều đó. Cô thân với Saejima và đôi khi cảm thấy bối rối khi nói chuyện với anh. Komori đối với Saejima cũng giống như Fuyutsuki đối với Himuro.
Saejima (冴島くん)
Lồng tiếng bởi: Uchiyama Kouki
Saejima làm việc cùng văn phòng với Himuro, Fuyutsuki và Komori và là người bình thường. Anh thân thiết với Komori và có thể có tình cảm lãng mạn với cô vì những cuộc trò chuyện của anh với cô thường khiến cô đỏ mặt, mặc dù cô không biết gì về cảm xúc của anh. Dù Saejima và Komori không biết gì về cảm xúc của nhau nhưng họ hoàn toàn nhận thức được hoàn cảnh của Himuro và Fuyutsuki. Bất cứ khi nào Himuro trở nên bối rối khiến năng lực của anh mất kiểm soát, Saejima thường sẽ ở đó để đưa ra nhận xét về tình huống đó.
Otonashi (音無さん)
Lồng tiếng bởi: Sakura Ayane
Là một nữ nhân viên văn phòng chăm chỉ và kỷ luật, cô làm chung với Katori.
Katori (火鳥くん)
Lồng tiếng bởi: Nakamura Shuugo
Anh là bạn thời thơ ấu của Himuro và là hậu duệ của Phượng hoàng. Anh sẽ luôn bộc lộ năng lực (pháo hoa bắn xung quanh cơ thể anh) mỗi khi cảm thấy quá phấn khích. Anh rất ngưỡng mộ Otonashi và có khiếu thẩm mỹ kỳ quặc bởi đồng nghiệp xung quanh đánh giá.
Yukimin (ゆきみん)
Lồng tiếng bởi: Nitta Hiyori
Là em gái của Himuro và là một Youtuber. Giống anh trai mình, cô rất thích Fuyutsuki và hay tỏ ra hành động thân mật trước mặt Himuro khiến anh ghen.
Nyamero (にゃめろう)
Lồng tiếng bởi: Yagami Yuka
Là bé mèo được Fuyutsuki chăm sóc, có lông màu đen và đôi mắt màu vàng. Fuyutsuki rất quan tâm đến bé mèo này và cô hay mua đồ chơi về, cô cũng không quên khoe bé mèo cho Himuro vì biết anh rất thích chúng.
Trưởng phòng (ブッダ部長)
Lồng tiếng bởi: Matsuyama Takashi
Là trưởng phòng nơi Fuyutsuki và Himuro làm việc, thay vì giống những trưởng phòng hay mắng nếu nhân viên làm lỗi sai. Ông rất hiền từ và đối xử nhẹ nhàng với các nhân viên của mình. Là hậu duệ của Phật, ông có khuôn mặt đúng chuẩn mực của một Phật giáo.
Giám đốc (社長)
Lồng tiếng bởi: Fuji Takako
Một phụ nữ làm chủ tịch ở nơi công ty họ làm, nổi bật với mái tóc cột búi cao màu tím nhạt.
Ryuusei (流星)

## Thông tin
- Mười một tập đã được xuất bản (tính đến ngày 20 tháng 6 năm 2025).

| #  | Ngày phát hành Tiếng Nhật | ISBN Tiếng Nhật   |
| -- | ------------------------- | ----------------- |
| 1  | 22 tháng 7, 2019          | 978-4-7575-6166-3 |
| 2  | 21 tháng 3, 2020          | 978-4-7575-6542-5 |
| 3  | 22 tháng 10, 2020         | 978-4-7575-6867-9 |
| 4  | 22 tháng 4, 2021          | 978-4-7575-7206-5 |
| 5  | 22 tháng 11, 2021         | 978-4-7575-7581-3 |
| 6  | 22 tháng 6, 2022          | 978-4-7575-7979-8 |
| 7  | 21 tháng 12, 2022         | 978-4-7575-8317-7 |
| 8  | 22 tháng 6, 2023          | 978-4-7575-8619-2 |
| 9  | 22 tháng 1, 2024          | 978-4-7575-9018-2 |
| 10 | 21 tháng 8, 2024          | 978-4-7575-9372-5 |
| 11 | 20 tháng 6, 2025          | 978-4-7575-9909-3 |

## TV Anime
Anime truyền hình được phát sóng trên Tokyo MX và những đài khác ở Nhật Bản từ tháng 1 đến tháng 3, 2023. Tại Việt Nam, anime được phát ở trên kênh YouTube Ani-One Asia và Bilibili bắt đầu từ 4 tháng 1 đến 21 tháng 3, 2023.

### Nhân viên
- Nguyên tác - Tonogaya Miyuki[10]
- Đạo diễn - Mankyuu[10]
- Biên kịch series - Konparu Tomoko[10]
- Thiết kế nhân vật - Kanou Miyako[10]
- Đạo diễn hoạt hoạ - Kanou Miyako, Ushijima Yuji[10]
- Thiết kế đạo cụ - jimao[10]
- Đạo diễn nghệ thuật - Iwase Eiji[10]
- Thiết kế màu sắc - Urushido Sachiko[10]
- Đạo diễn hình ảnh - Saitou Tomomi[10]
- Biên tập - Tokuda Shun[10]
- Âm nhạc - Kawada Ruka[10]
- Sản xuất âm nhạc - Lantis[10]
- Hãng phim hoạt hình - Zero-G × Liber[10]
- Ban sản xuất Koori Zokusei[10]

### Danh sách các tập
| #                                                       | Tựa đề                                                                                  | Kịch bản          | Phân cảnh           | Đạo diễn                         | Ngày phát sóng gốc      |
| ------------------------------------------------------- | --------------------------------------------------------------------------------------- | ----------------- | ------------------- | -------------------------------- | ----------------------- |
| 1                                                       | Cuộc gặp gỡ giữa mùa hoa anh đào và điềm báo về trận bão tuyết (桜の出会いと吹雪の予感) | Konparu Tomoko    | Mankyuu             | Tonomizu Atsuko                  | Ngày 4 tháng 1 năm 2023 |
| 2                                                       | Cảm giác hoà làm một với biển Okinawa (沖縄の海ととろける気持ち)                        | Konparu Tomoko    | Okita Miyana        | Utsunomiya Masaki                | Ngày 11 tháng 1         |
| 3                                                       | Bữa ăn đầu tiên và bức ảnh bí mật (初めてごはんとナイショの写真)                        | Mankyuu           | Senda Hiroshi       | Yamauchi Tomio                   | Ngày 18 tháng 1         |
| 4                                                       | Cuộc hẹn cuối tuần và trò chơi của hai người (休日デートとふたりのゲーム)               | Yokotani Masahiro | Kida Toshizou       | Mizuno Kentarou                  | Ngày 25 tháng 1         |
| 5                                                       | Nàng yêu hồ và chàng phượng hoàng (妖狐女子と不死鳥男子)                                | Takata Masahiro   | Ooishi Yasuyuki     | Tonomizu Atsuko                  | Ngày 1 tháng 2          |
| 6                                                       | Lạc trong công viên trò chơi (ロスト・イン・遊園地)                                     | Konparu Tomoko    | Satou Fumikazu      | Asami Takashi                    | Ngày 8 tháng 2          |
| 7                                                       | Loạn nhịp! Lễ hội hóa trang Halloween (ドキッと！ハロウィンコスプレ大会)                | Yokotani Masahiro | Ueda Youichi        | Nenbe Chika                      | Ngày 15 tháng 2         |
| 8                                                       | Em gái xuất hiện! Khu trượt tuyết lễ giánh sinh (妹登場！スキー場のクリスマス)          | Takata Masahiro   | Yamashita Toshinari | Sasaki Masaya                    | Ngày 22 tháng 2         |
| 9                                                       | Lại lạc trong chuyến đi lễ năm mới (ロスト・アゲイン・イン・初詣)                       | Yokotani Masahiro | Tonomizu Atsuko     | Mukoyama Tsurumi Mizuno Kentarou | Ngày 1 tháng 3          |
| 10                                                      | Qua đêm đầy lo âu!!! (嵐のお泊り会!!)                                                   | Takata Masahiro   | Kida Toshizou       | Takata Masahiro Kadota Hidehiko  | Ngày 8 tháng 3          |
| 11                                                      | Catch me & Touch me (キャッチミー＆タッチミー)                                          | Konparu Tomoko    | Tonomizu Atsuko     | Tonomizu Atsuko                  | Ngày 15 tháng 3         |
| 12                                                      | ĐÊM CHỈ CÓ HAI NGƯỜI VÀ BUỔI SÁNG KHI MÙA XUÂN GHÉ THĂM (ふたりきりの夜と春が来た朝)    | Konparu Tomoko    | Kida Toshizou       | Mizuno Kentarou                  | Ngày 22 tháng 3         |
| Tựa đề tiếng Việt được lấy từ kênh YouTube Ani-One Asia |                                                                                         |                   |                     |                                  |                         |

### BD
| # | Ngày phát hành tiếng Nhật | Bao gồm     | Mã tiếng Nhật |
| - | ------------------------- | ----------- | ------------- |
| 1 | Dự định 28 tháng 4, 2023  | Tập 1 - 3   | MOVC-399      |
| 2 | Dự định 26 tháng 5, 2023  | Tập 4 - 6   | MOVC-400      |
| 3 | Dự định 30 tháng 6, 2023  | Tập 7 - 9   | MOVC-401      |
| 4 | Dự định 28 tháng 7, 2023  | Tập 10 - 12 | MOVC-402      |

## Âm nhạc

### Bài hát chủ đề
OPENING: 佐久間貴生『Frozen Midnight』
ENDING: Nowlu（ノウル）『リナリア』
|              | CHỦ ĐỀ MỞ ĐẦU: FROZEN MIDNIGHT | CHỦ ĐỀ KẾT THÚC: RINARIA | BÀI HÁT CHỦ ĐỀ PV: JOYRIDE |
| ------------ | ------------------------------ | ------------------------ | -------------------------- |
| Trình bày    | Sakuma Takao                   | Nowlu                    | Sakuma Takao               |
| Sáng tác lời | R・O・N                        | Akiura Tomohiro          | R・O・N                    |
| Soạn nhạc    | R・O・N                        | KIYOSHI IKEGAMI          | Kawada Ruka R・O・N        |
| Biên khúc    | R・O・N                        | KIYOSHI IKEGAMI          | R・O・N                    |

### Soundtrack
| #     | Tựa đề gốc                    | Nghệ sĩ      | Thời lượng |
| Đĩa 1 | Đĩa 1                         | Đĩa 1        | Đĩa 1      |
| ----- | ----------------------------- | ------------ | ---------- |
| 1     | はじまりの予感                | Kawada Ruka  | 03:44      |
| 2     | FROZEN MIDNIGHT (TV Size)     | Sakuma Takao | 01:30      |
| 3     | ふたりの日常                  | Kawada Ruka  | 03:40      |
| 4     | 桜と雪                        | Kawada Ruka  | 02:53      |
| 5     | 隣同士のふたり                | Kawada Ruka  | 01:51      |
| 6     | 気になるふたり                | Kawada Ruka  | 01:46      |
| 7     | めんそーれ!                   | Kawada Ruka  | 00:47      |
| 8     | かみあわないふたり            | Kawada Ruka  | 02:08      |
| 9     | 同じふたり                    | Kawada Ruka  | 01:55      |
| 10    | ネコミーランドのテーマ        | Kawada Ruka  | 01:26      |
| 11    | ふたり時間                    | Kawada Ruka  | 02:18      |
| 12    | 氷室くんのテーマ              | Kawada Ruka  | 03:20      |
| 13    | 冬月さんのテーマ              | Kawada Ruka  | 03:14      |
| 14    | Happy Halloween!              | Kawada Ruka  | 01:16      |
| 15    | 氷室くんの日常                | Kawada Ruka  | 01:49      |
| 16    | あっかーん!                   | Kawada Ruka  | 01:29      |
| 17    | 閑古鳥が鳴いている            | Kawada Ruka  | 01:15      |
| 18    | 思い馳せてしまうんや…         | Kawada Ruka  | 02:34      |
| 19    | 冬月さんの日常                | Kawada Ruka  | 01:58      |
| 20    | あなたがいたから              | Kawada Ruka  | 00:59      |
| 21    | 考えごと                      | Kawada Ruka  | 01:42      |
| Đĩa 2 |                               |              |            |
| 1     | いつもみんなで                | Kawada Ruka  | 02:39      |
| 2     | 早起きの朝                    | Kawada Ruka  | 01:02      |
| 3     | Girls' Talk                   | Kawada Ruka  | 01:30      |
| 4     | ゆきみんチャンネルへようこそ! | Kawada Ruka  | 01:02      |
| 5     | Boys' Talk                    | Kawada Ruka  | 01:46      |
| 6     | ややこしいことになった…       | Kawada Ruka  | 01:52      |
| 7     | 冴島くんと狐森さんのテーマ    | Kawada Ruka  | 02:52      |
| 8     | 頑張りたいんや!               | Kawada Ruka  | 02:23      |
| 9     | 陽気なゲレンデ                | Kawada Ruka  | 00:37      |
| 10    | 揺れて                        | Kawada Ruka  | 02:06      |
| 11    | 火鳥くんと音無さんのテーマ    | Kawada Ruka  | 03:27      |
| 12    | 近づいて                      | Kawada Ruka  | 02:09      |
| 13    | お仕事してます                | Kawada Ruka  | 02:07      |
| 14    | ふたりの思い出                | Kawada Ruka  | 02:02      |
| 15    | 私に出来ること                | Kawada Ruka  | 01:38      |
| 16    | リナリア (TV Size)            | Nowlu        | 01:31      |

## Đón nhận
Trong Giải thưởng Manga Kế tiếp năm 2019, bộ truyện xếp thứ mười hai trong hạng mục truyện tranh trên web